# Julius Buckler
Julius Buckler (ur. 28 marca 1894 w Moguncji, zm. 23 maja 1960 w Bonn) – as lotnictwa niemieckiego Luftstreitkräfte z 36 zwycięstwami w I wojnie światowej.

## Życiorys
W wieku 15 lat pracował dla Antona Fokkera. W 1913 roku wstąpił do 117 Pułku Piechoty i razem z nim uczestniczył w walkach na froncie zachodnim na początku I wojny światowej. We wrześniu 1914 roku został ciężko ranny i był niezdolny do służby liniowej. Na własną prośbę wstąpił do lotnictwa i został przydzielony do Flieger-Ersatz-Abteilung 6 w listopadzie. W lecie 1915 roku służył w FEA209 w czasie walk pod Verdun jako obserwator. W międzyczasie ukończył kurs pilotażu i w listopadzie 1916 roku został skierowany do Jagdstaffel 17. Pierwsze zwycięstwo odniósł 17 grudnia w okolicach Bras. Wkrótce otrzymał swój drugi Krzyż Żelazny. W 1917 roku był ranny cztery razy. Jego konto zwycięstw rosło systematycznie. W końcu listopada 1917 roku odniósł swoje 30 zwycięstwo. W listopadzie został awansowany na stopień porucznika. 4 grudnia 1917 roku został odznaczony Pour le Mérite.
30 listopada 1917 roku został znowu poważnie ranny w obie ręce i klatkę piersiową. Po powrocie do Jasta 17 miał na stałe do dyspozycji dwa samoloty, "Lilly" i "Mops". Odniósł kolejne 3 zwycięstwa i 6 maja 1918 roku po raz piąty został ranny. Po dwóch miesiącach leczenia powrócił do jednostki 22 września na stanowisko dowódcy eskadry.
Należał do grona Balloon Busters, mając na swym koncie 7 zestrzelonych balonów obserwacyjnych.
Jako jedyny pilot niemiecki z okresu I wojny światowej został odznaczony Złotą Odznaką za Rany.

## Odznaczenia
- Pour le Mérite – 4 grudnia 1917
- Krzyż Żelazny I Klasy
- Krzyż Żelazny II Klasy
- pruski Złoty Krzyż Zasługi Wojskowej – 12 listopada 1917
- Złota Odznaka za Rany